# 瓦尔迪维亚省

瓦尔迪维亚省所在位置

瓦尔迪维亚省（Provincia de Valdivia）是智利河大区的一个省，总面积10197.2平方公里。总人口25 9243，人口密度25.4人/平方公里。首府瓦尔迪维亚。瓦尔迪维亚省辖有8个市镇。

## 所辖市镇
- 瓦尔迪维亚（Valdivia）
- Lanco
- Máfil
- Panguipulli
- Corral
- Mariquina
- Los Lagos
- Paillaco